# 西尾嘉教
西尾 嘉教（にしお よしのり）は、美濃揖斐藩の第2代（最後）の藩主。

## 生涯
木下吉隆の次男といわれる。慶長13年（1608年）、外祖父西尾光教の養子となっていた兄教次が早世したため、光教の養嗣子となる。慶長19年（1614年）の大坂冬の陣では光教と共に出陣している。元和元年（1615年）、光教の死去により揖斐2万5000石の遺領を継ぐが、元和9年（1623年）4月2日に34歳で死去した。嗣子が無かったため、西尾家は改易された。なお、弟氏教の子孫は4500石の旗本として存続している。